# Отацилии
Отацилиите (Otacilii) са римска фамилия в Древен Рим.
Мъжете носят името Отацилий, жените Отацилия (Otacilius; Otacilia).
Този род дава много консули и сенатори. Когномените от тази фамилия са Крас, Назон, вероятно и Севериан или Север.
Известни личности от този род:
- Маний Отацилий Крас, консул 263 пр.н.е.
- Тит Отацилий Крас (консул 261 пр.н.е.), брат на горния
- Тиберий Отацилий Крас (претор), 3 век пр.н.е.
- Луций Отацилий Пилит, оратор, открил школа в Рим през 81 пр.н.е.
- Отацилий Крас, офицер на Помпей Велики
- Гней Отацилий Назон, споменаван от Цицерон
- Манлий Отацилий Катул, суфектконсул 88 г.
- Отацилий Севериан, управител на Долна Мизия между 246 и 247 г.
- Марция Отацилия Севера, съпруга на римския император Филип I Араб, през 3 век